# Unteregg
Unteregg – miejscowość i gmina w Niemczech, w kraju związkowym Bawaria, w rejencji Szwabia, w regionie Donau-Iller, w powiecie Unterallgäu, wchodzi w skład wspólnoty administracyjnej Dirlewang. Leży w Szwabii, około 10 km na południe od Mindelheimu.

## Demografia
| Rok  | Liczba mieszk. |
| ---- | -------------- |
| 1970 | 1 193          |
| 1987 | 1 218          |
| 2000 | 1 351          |

## Polityka
Wójtem gminy jest Marlene Preisinger, rada gminy składa się z 12 osób.
|      | Bürgerblock Oberegg | Wählergemeinschaft | Freie Wählergruppe Warmisried | Razem |
| ---- | ------------------- | ------------------ | ----------------------------- | ----- |
| 2008 | 4                   | 3                  | 5                             | 12    |
| 2002 | 5                   | 3                  | 4                             | 12    |

### Współpraca
Miejscowość partnerska:
- Emmelsbüll-Horsbüll, Szlezwik-Holsztyn

## Osoby urodzone w Unteregg
- Johann Nepomuk Holzhey, organmistrz

## Oświata
W gminie znajdują się dwa przedszkola.